# Aardmansberg
De Aardmansberg is een 100 meter hoge heuvel in een stuwwal in Uddel in de Nederlandse provincie Gelderland.

## Geografie
De Aardmansberg is een van de hoogste toppen in de Veluwe en ligt even ten westen van de 107 meter hoge Torenberg, ten noordwesten van Hoog Soeren. Op de flanken van de heuvel is het Aardhuis, een jachtchalet in het Kroondomein dat in 1861 in opdracht van koning Willem III werd gebouwd.

## Sage
Volgens een oude sage woonde in de Aardmansberg al eeuwen een kwaadaardig aardmannetje dat passanten schrik aan joeg. Hij woonde in een gangenstelsel onder de grond, met zijn vrouw Echo. Een 56 meter diepe echoput, gegraven op last van koning Lodewijk Napoleon, thans gelegen net ten noorden van de Amersfoortseweg en bekend vanwege zijn unieke echo, zou nog steeds de stem van Echo weergeven.